# 阿拉伯神話
阿拉伯神話是前伊斯蘭時期阿拉伯人的信仰體系。 
西元622年以前的阿拉伯半島尚未出現伊斯蘭教，麥加的克爾白佈滿了惡魔、精靈以及半神的偶像，也有各種阿拉伯多神信仰體系的各種生物形像。我們據此推測，古阿拉伯的神話極其發達。
《一千零一夜》與各種故事代代相傳，故事裡有精靈、食屍鬼、神燈與魔毯的故事，也有主人公的各種願望。
《古蘭經》〈曙光章〉提到凶眼的概念。有時人們佩帶五指護身符，希望免於凶眼的毒害。不過佩帶護身符之類的物品在伊斯蘭教裡是禁止的。傳統的穆斯林有時會誦讀《古蘭經》的〈世人章〉和〈曙光章〉，以求庇護。

## 阿拉伯諸神
父神：
胡巴勒（阿拉伯语：‎）是眾神之主，也是最有名的一個。胡巴勒的偶像在克爾白內，塑像呈人形，由紅瑪瑙刻成，但斷裂的右手掌則被裝上金色的手掌。
三女神：
1. 拉特（阿拉伯语：‎）是月神，是麥加的三大女神之一[4]。
2. 烏札（阿拉伯语：‎）是豐饒女神，號稱「強大的女神」，是麥加的三大女神之一。阿拉伯人在發動戰爭前只向她祈求保護與勝利，顯見其地位之重要[5]。
3. 瑪纳特（阿拉伯语：‎）是麥加的三大女神之一，阿拉伯人相信她是命運女神。希夏姆·伊本·卡勒比（Hishām Ibn al-Kalbī）的《偶像之書》（Kitāb al-Asnām）指出瑪那特是三大女神中歷史最古老的。阿拉伯人曾經替自己的孩子取名叫「阿布杜·瑪那特」與「宰德·瑪那特」。瑪那特的偶像被塑立在麥加與麥地那之間的海灘，鄰近庫戴德（Qudayd）的穆沙勒（al-Mushallal）。所有的阿拉伯人都曾經敬拜瑪那特，並向她獻祭。雅什里布的奧斯（Aws）與哈茲拉吉（Khazraj）部族及其他地區的阿拉伯人都會到各個聖地朝聖，但並不剃頭。當他們朝聖結束準備返家時，他們先是前往瑪那特所在的聖地，並在此地剃頭、停留片刻。他們只有去敬拜瑪那特，才覺得朝聖活動圓滿結束[6]。

其他神祇：
1. 瑪那夫（英语：Manaf (deity)）（阿拉伯语：‎）的塑像由婦女負責維護，但婦女若有月經時則不可接近之[4]。
2. 瓦德（英语：Wadd）（阿拉伯语：‎）是愛情與友情之神，蛇為其聖物[4]。
3. 考姆（阿拉伯语：‎）是納巴泰的戰爭與黑夜之神，也是駱駝商隊的守護神。

## 神話中的生物

### 靈體
1. 瑪利德（英语：Marid）（阿拉伯语：‎）是最強大的精靈，擁有強大的力量。在精靈界中他們也是最自傲的。一如所有的精靈，他們有自由意志，但也有可能被迫做違背自己意志的事。他們有能力滿足人類的願望，但要求的代價通常是戰爭。根據一些文獻記載，代價也可能是有人被監禁，或僅僅是舉行儀式、諂媚。
2. 伊芙利特（英语：Ifrit）（阿拉伯语：‎）是地獄精靈，位階比天使和惡魔還低。他們力大無比而狡猾。巨大的以福利特擁有翅膀，有男有女，住在底地，並常徘徊於廢墟中。以福利特的社會結構有如古代的阿拉伯部落，有酋長與部落組織。他們彼此婚配，但亦可與人類通婚。普通的武器根本對付不了以福利特，他們只受制於魔法。人們可用魔法殺死或囚禁他們。同精靈一樣，以福利特可以選擇要不要信仰真主，可以是善良的，也可以是邪惡的；但人們通常認為他們邪惡又無情。
3. 精靈是擁有自由意志的超自然生物，可以是善良的，也可以是邪惡的。有時精靈會使人類的行為誤入歧途[7]。

### 妖怪
1. 那斯那斯（英语：Nasnas）（阿拉伯语：‎）是半個人類；他們有半顆頭顱、半個身體、一隻手臂與一條腿，擅長跳躍。他們據信是一個叫做席克（Shikk）的惡魔與一個人類的後代[8]。
2. 食屍鬼（阿拉伯语：‎）居住在沙漠，能任意變換形體，特別是變成一隻鬣狗。他們引誘毫無防備之心的人到荒涼的沙漠中，然後吃掉他們。食屍鬼也會吃小孩、掘墳、飲血、吃死者。當他們吞噬一個人後，他們的形體就會幻化成受害者的樣貌。由於食屍鬼的這種特性，「食屍鬼」一詞有時用來形容盜墓者或那些沉浸在死亡樂趣中的人[9]。
3. 巴哈姆特（阿拉伯语：‎）是一條支撐著地球的大魚，頭部像河馬或大象的頭[10]。

## 外部連結
- 阿拉伯神話